# Ершово (Иркутская область)
Ершо́во — село в Усть-Илимском районе Иркутской области. Административный центр Ершовского муниципального образования.

## География
Село находится в зоне тайги, на берегу Ершовского залива Усть-Илимского водохранилища реки Ангара, на расстоянии 90 км к юго-западу от города Усть-Илимск, административного центра района.

## История
Основано в 1630 году. Название села происходит от фамилии купца Ершова, также Ершовскими называли пороги на реке Ангара до заполнения водохранилища. В 1966—2005 годах действовал леспромхоз. После разлива водохранилища Усть-Илимской ГЭС и затопления окрестностей, в 1969 году село перенесено на новое место.

## Население
| 2002 | 2010 | 2011 | 2012 | 2013 | 2014 | 2015 |
| ---- | ---- | ---- | ---- | ---- | ---- | ---- |
| 975  | ↘934 | ↘931 | ↘913 | ↘900 | ↘878 | ↘850 |
| 2016 | 2017 |      |      |      |      |      |
| ↘810 | ↘753 |      |      |      |      |      |

## Улицы
| - ул. 23 Партсъезда, - ул. Булгакова, - ул. Гагарина, - ул. Зелёная, | - ул. Комарова, - ул. Ленина, - ул. Лесная. |

## Инфраструктура
В селе действуют средняя школа, детский сад, дом культуры, почтовое отделение, фельдшерско-акушерский пункт.